# Tafelberg (archeologie)
Tafelbergen zijn door mensen opgeworpen ofwel aangepaste natuurlijke heuvels. De top is afgeplat, en aan de voet van de heuvel lag soms een greppel en daar omheen een lage wal. Ze zijn bekend vanaf de vroege middeleeuwen, al kan de oorsprong mogelijk in de prehistorie liggen.

## Geschiedenis
Het fenomeen tafelbergen wordt voor het eerst vermeld in de 10e eeuw. Een vergelijkbaar fenomeen zijn de moot hills in Groot-Brittannië, die tijdens de middeleeuwen gebruikt werden voor bijeenkomsten. Een veel ouder voorbeeld is de neolithische Silbury Hill, welke waarschijnlijk een religieuze functie had. Ook de Nederlandse tafelbergen worden vaak met religieuze rituelen in verbinding gebracht.

## Locaties
In Nederland worden tafelbergen sinds de 19e eeuw als offerberg beschouwd. Of alle tafelbergen in het Gooi een dergelijke oorsprong hebben is onduidelijk, maar een aantal van de heuvels stammen minstens uit de middeleeuwen omdat ze genoemd worden op de 10e-eeuwse goederenlijst van het klooster Werden.
Nederlandse tafelbergen die als offerplaats gebruikt zouden zijn, worden gevonden op de Tafelbergheide tussen Huizen en Laren. Daar liggen de Aalberg, Tafelberg, Sijsjesberg, Eukenberg, Woensberg en Leeuwenberg (Venusberg). Verder zijn er wellicht enkele verdwenen heuvels bij Hilversum een tafelberg geweest. Ook de Trapjesberg heeft een conische vorm met afgeplatte top, lijkend op de Tafelberg op de heide.
Bij het huis Maarsbergen op de Utrechtse Heuvelrug ligt de Folcoldusheuvel, die als tafelberg beschreven wordt.
Andere heuvels die de naam "tafelberg" kregen worden onder meer gevonden op de Hoge Veluwe en op de Posbank. Dit zijn natuurlijke heuvels die door hun vorm deze naam gekregen hebben, maar geen functie als offerplaats hadden.